# Prince-électeur
 (mars 2009).
Si vous disposez d'ouvrages ou d'articles de référence ou si vous connaissez des sites web de qualité traitant du thème abordé ici, merci de compléter l'article en donnant les références utiles à sa vérifiabilité et en les liant à la section « Notes et références ».
Un prince-électeur (du latin : princeps elector ; en allemand : Kurfürst) était le titulaire d'un titre de haute noblesse attribué aux plus hauts princes du Saint-Empire ayant le privilège d'élire le roi des Romains, avant son couronnement comme empereur par le pape. Le statut des sept princes-électeurs fut défini par la Bulle d'or promulguée par l'empereur Charles IV en 1356.
L'électorat était attaché à la possession d'un État impérial tenu en fief immédiat de l'empereur.

## Origines
Après l'extinction de la dynastie des Carolingiens au royaume de Francie orientale, en 911, les princes furent convenus d'éviter la succession de Charles III, roi de Francie occidentale. À la place, les « grands » des Alamans, des Bavarois et des Saxons optèrent pour l'un d'eux, le duc Conrad de Franconie, qui n'avait aucune parenté directe avec la dynastie carolingienne.
À cette époque, l'élection du roi était l'usage également en Francie occidentale ; la plupart des souverains furent néanmoins en mesure d'imposer le choix de leurs fils. Plus tard, sous le règne des Capétiens, le royaume de France se développa en une monarchie héréditaire. Dans la Francie orientale, au contraire, plusieurs souverains moururent sans laisser des héritiers directs : en 1002 déjà, le duc Henri de Bavière doit imposer son élection en vertu de la succession de son cousin Otton III face à ceux qui s’opposent à lui.
Dès l'an 1024, la dynastie salienne a pu s'établir durant tout un siècle, jusqu'à ce que la ligne masculine s'éteigne en 1125. Après la mort du dernier des empereurs saliques, Henri V, les princes songent à lui donner un successeur qui ne prétende plus établir à leurs dépens une monarchie héréditaire et absolue. C'est pourquoi Lothaire de Supplinbourg, à l'âge de cinquante ans et sans héritier mâle, a été élu pour lui succéder. À sa mort en 1138, son beau-fils le duc Henri le Superbe n'a pas réussi à s'imposer face a son rival Conrad III de Hohenstaufen ; Conrad lui-même, sur son lit de mort en 1152, désigne son neveu Frédéric Barberousse comme successeur à la place de son fils.
Les princes du Saint-Empire sont sortis renforcés de chaque changement de pouvoir. La composition du corps électoral n'était pas clairement définie au départ ; la prérogative d'élire le roi des Romains avait été exercée à l'origine par tous les princes d'Empire dans la composition tels qu'ils apparaissaient les jours d'élection ou étaient représentés. Parmi les plus illustres princes qui furent convoqués à l'assemblée se trouvaient cependant les archevêques de Mayence, de Cologne et de Trèves ayant leur siège sur l'ancien territoire des Francs rhénans. Seule la Bulle d'or a limité le droit de vote aux sept électeurs en 1356.

## Composition du collège électoral

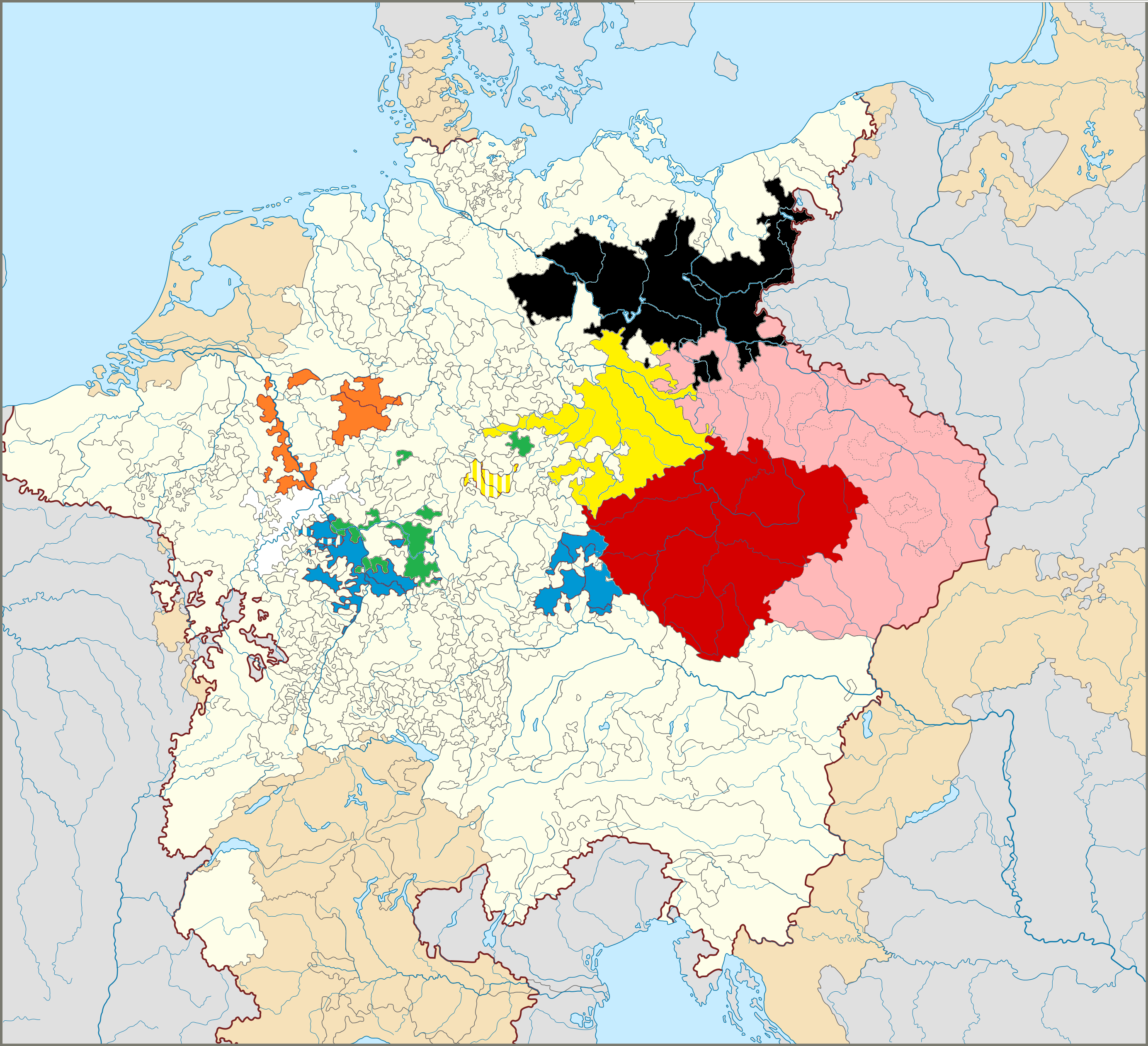
Les États-électorats au sein du Saint-Empire en 1618.
Mayence
Trèves
Cologne
Palatinat du Rhin
Saxe
Brandebourg
- Bohême et dépendances

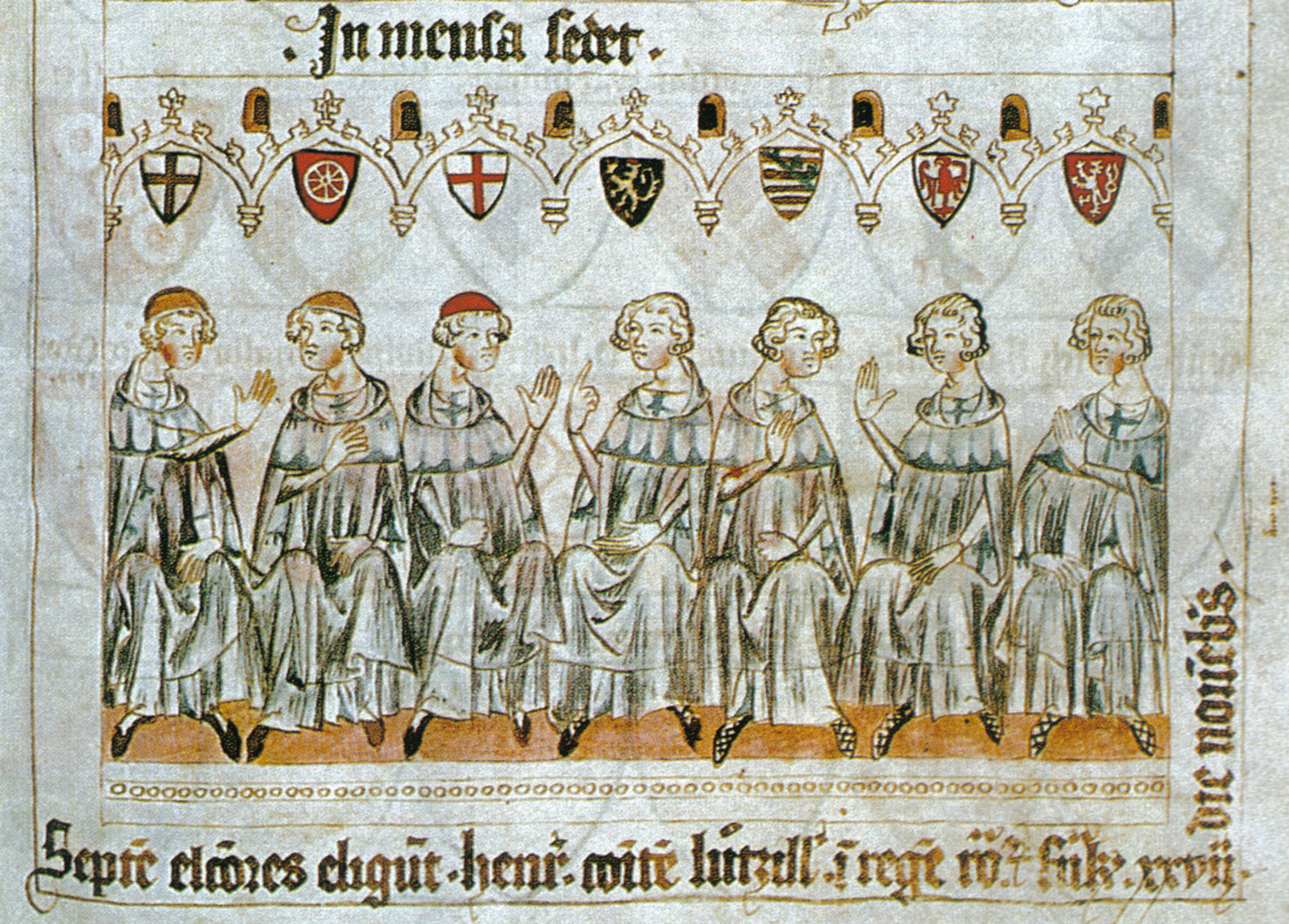
Les sept princes-électeurs élisent le roi Henri VII en 1308, illustration du Codex Balduineus (1340).
Leurs fonctions sont reconnaissables par les blasons qui indiquent leur principautés respectives. De gauche à droite : Cologne, Mayence, Trèves, Palatinat, Saxe, Brandebourg et Bohême.

Au Moyen Âge et au début des Temps modernes, le collège électoral était composé d'un nombre de sept, puis plus tard neuf princes. L'empereur était élu à la majorité de leurs voix, au minimum quatre, quel que soit le nombre d'électeurs participant à l'élection. À chacun d'entre eux fut réservée une des hautes charges à la cour impériale.
Les princes-électeurs du collège initial désignés par la Bulle d'or étaient :
- trois clercs séculiers :
  - le prince-archevêque de Mayence, archichancelier pour la Germanie,
  - le prince-archevêque de Cologne, archichancelier pour l'Italie,
  - le prince-archevêque de Trèves, archichancelier pour la Gaule ;
- quatre laïcs :
  - le roi de Bohême, grand échanson (Erzmundschenk),
  - le comte palatin du Rhin ou « électeur palatin », haut-sénéchal (Erztruchsess), curateur (vicaire en cas de vacance du siège impérial) des pays de droit franconien à l'ouest de l'Empire,
  - le duc de Saxe ou « électeur de Saxe », archi-maréchal (Erzmarschall), curateur des pays de droit saxon à l'est de l'Empire,
  - le margrave de Brandebourg ou « électeur de Brandebourg », grand chambellan (Erzkämmerer).

Par la suite, la composition du collège électoral a varié lors de la création de deux nouveaux électorats au XVIIe siècle :
- en 1623, pendant la guerre de Trente Ans, l'électeur palatin Frédéric V fut dépossédé de sa charge qui fut transmise (à titre viager, et donc provisoire) à son parent le duc Maximilien Ier de Bavière. Cependant, par les traité de Westphalie en 1648, le fils de Frédéric, le palatin Charles Louis, récupéra la dignité électorale, avec la charge d'archi-trésorier. Un huitième électorat fut créé à cette occasion, l'électorat de Bavière ayant été pérennisé entre-temps ;
- en 1692, l'empereur Léopold Ier promut Ernest-Auguste de Hanovre, duc de Brunswick-Lunebourg, prince de Calenberg, au rang d'électeur (Électeur de Brunswick-Lunebourg), avec la dignité d'archi-porte-étendard. Ses successeurs furent connus après 1705 comme électeurs de Hanovre ; ils prirent en 1708 la dignité d'archi-trésorier, après la démission du palatin qui réclamait son ancienne dignité d'archi-sénéchal.

En 1701, l'électeur de Brandebourg-Prusse, et qui le resta, obtint l'accord de l'empereur pour prendre le titre de « roi en Prusse » (rex in Borussia) son ancien duché de Prusse demeurant extérieur à l'Empire. En 1777, l'électeur palatin hérita de la Bavière et les deux électorats furent réunis.
Par le recès de 1803, le Saint-Empire fut réorganisé sous la tutelle de Napoléon Bonaparte. Les électorats de Trèves et de Cologne furent supprimés ; en revanche, Napoléon fit attribuer la dignité électorale à quatre princes laïcs réputés favorables à la politique française :
- le duc de Wurtemberg Frédéric III ;
- le margrave de Bade Charles Ier ;
- le landgrave de Hesse-Cassel Guillaume IX (Électorat de Hesse) ;
- le duc de Salzbourg Ferdinand Ier.

En 1805, l'électorat de Salzbourg fut annexé par l'empire d'Autriche et la dignité électorale passa au grand-duc de Wurtzbourg. L'année suivante, le Saint-Empire est dissous. Seul l'électeur de Hesse continua à porter le titre électoral, jusqu'en 1866.

## Autres fonctions des électeurs
Ces princes régnaient sur des États importants du Saint-Empire ; ils disposaient de privilèges très étendus, dont la souveraineté territoriale (Landeshoheit), ce qui les rendait quasi indépendants de l'empereur.
Les électorats (nom donné aux principautés des électeurs) étaient indivisibles, ne pouvant être partagés entre les héritiers (dans le cas des électorats laïcs). En cas d'extinction de la lignée d'un électorat, l'empereur pouvait l'attribuer à un nouveau titulaire (sauf dans le cas du roi de Bohême, car il était lui-même élu, et ce jusqu'au XVIIe siècle).
Outre l'élection impériale, les princes-électeurs détenaient des fonctions dans les différentes institutions du Saint-Empire. Les trois électeurs ecclésiastiques, en tant qu'archi-chanceliers, contrôlaient et procédaient aux nominations dans différentes institutions impériales. En cas de vacance du siège impérial, le duc de Saxe et le comte palatin du Rhin assuraient l'intérim en tant que curateurs.
Les électeurs bénéficiaient de l'immédiateté impériale (Reichsunmittelbarkeit), privilège qui leur conférait la supériorité territoriale (Landeshoheit).
Ils étaient des états impériaux (Reichsstände), c'est-à-dire qu'ils avaient le droit de siéger et de voter (Sitz-und Stimmrecht) à la diète d'Empire (Reichstag), l'assemblée générale des états qui succéda à la diète de Cour (Hoftag) et qui devint perpétuelle (immerwährender Reichstag) en 1663. Ils formaient le premier des trois collèges de la diète.
L'électeur de Mayence nommait le vice-chancelier du Conseil aulique (Reichshofrat).

## Élection et hérédité de fait
Si la dignité impériale fut théoriquement élective jusqu'à la dissolution du Saint-Empire, elle fut de facto héréditaire dès le XVe siècle. En effet, les électeurs élisaient le roi des Romains, qui devait par la suite être couronné empereur. Ce couronnement était effectué par le pape, jusqu'à l'élection de Maximilien.
Après ce couronnement, un nouveau roi des Romains pouvait être élu du vivant de l'empereur. La coutume voulait que l'empereur désignât ainsi, de son vivant, son propre successeur (le plus souvent son fils ou son petit-fils). Ceci explique que le système électoral ait instauré paradoxalement une hérédité de fait au profit des Habsbourg, sans discontinuité entre le XVe et le XVIIIe siècle (à l'exception de Charles VII, gendre de l'empereur Joseph Ier, et de François Ier, gendre de l'empereur Charles VI, issus respectivement des maisons de Wittelsbach et de Lorraine).

## Cas particulier du roi de Bohême
Les Habsbourg réussirent à obtenir au XVIe siècle un Électorat (ce qu'ils n'avaient pas obtenu de Charles IV, malgré leur influence au sein de l'Empire), en faisant élire régulièrement un des leurs comme Roi de Bohême. Au XVIIe siècle, le titre de roi de Bohême devint héréditaire, donnant définitivement aux Habsbourg un Électorat. Par ailleurs, la dynastie de Habsbourg puis Habsbourg-Lorraine se maintint à la tête du royaume de Bohême jusqu'en 1918.
| Électorats                        | Années                            | Années                            | Années                            | Années                            | Années                            | Années                            | Années                            | Années                            | Années                            |
| Électorats                        | origines-1268                     | 1268-1623                         | 1623-1648                         | 1648-1692                         | 1692-1777                         | 1777-1801                         | 1801                              | 1803                              | 1805                              |
| Princes-électeurs ecclésiastiques | Princes-électeurs ecclésiastiques | Princes-électeurs ecclésiastiques | Princes-électeurs ecclésiastiques | Princes-électeurs ecclésiastiques | Princes-électeurs ecclésiastiques | Princes-électeurs ecclésiastiques | Princes-électeurs ecclésiastiques | Princes-électeurs ecclésiastiques | Princes-électeurs ecclésiastiques |
| --------------------------------- | --------------------------------- | --------------------------------- | --------------------------------- | --------------------------------- | --------------------------------- | --------------------------------- | --------------------------------- | --------------------------------- | --------------------------------- |
| Mayence                           |                                   |                                   |                                   |                                   |                                   |                                   |                                   |                                   |                                   |
| Cologne                           |                                   |                                   |                                   |                                   |                                   |                                   |                                   |                                   |                                   |
| Trèves                            |                                   |                                   |                                   |                                   |                                   |                                   |                                   |                                   |                                   |
| Princes-électeurs séculiers       |                                   |                                   |                                   |                                   |                                   |                                   |                                   |                                   |                                   |
| Bohême                            |                                   |                                   |                                   |                                   |                                   |                                   |                                   |                                   |                                   |
| Saxe                              |                                   |                                   |                                   |                                   |                                   |                                   |                                   |                                   |                                   |
| Souabe                            |                                   |                                   |                                   |                                   |                                   |                                   |                                   |                                   |                                   |
| Brandebourg                       |                                   |                                   |                                   |                                   |                                   |                                   |                                   |                                   |                                   |
| Palatin du Rhin                   |                                   |                                   |                                   |                                   |                                   |                                   |                                   |                                   |                                   |
| Bavière                           |                                   |                                   |                                   |                                   |                                   |                                   |                                   |                                   |                                   |
| Hanovre                           |                                   |                                   |                                   |                                   |                                   |                                   |                                   |                                   |                                   |
| Wurtemberg                        |                                   |                                   |                                   |                                   |                                   |                                   |                                   |                                   |                                   |
| Bade                              |                                   |                                   |                                   |                                   |                                   |                                   |                                   |                                   |                                   |
| Hesse-Cassel                      |                                   |                                   |                                   |                                   |                                   |                                   |                                   |                                   |                                   |
| Salzbourg                         |                                   |                                   |                                   |                                   |                                   |                                   |                                   |                                   |                                   |
| Wurtzbourg                        |                                   |                                   |                                   |                                   |                                   |                                   |                                   |                                   |                                   |

## Empire français
Lors de l'organisation du Premier Empire français, on créa un « Grand électeur de l'Empire », chargé de convoquer les collèges électoraux et le corps législatif. Joseph Bonaparte fut investi de cette dignité ; quand ce dernier devint roi de Naples (le 31 mars 1806), il fut finalement remplacé (le 14 août 1807) par Talleyrand (fait « vice-grand électeur de l'Empire »), qui venait de démissionner du ministère des Relations extérieures.